# Catalogo degli affreschi del Museo archeologico di Stabia Libero D'Orsi
Il catalogo degli affreschi del Museo archeologico di Stabia Libero D'Orsi elenca gli affreschi provenienti dagli scavi archeologici di Stabia, custoditi al Museo archeologico di Stabia Libero D'Orsi.

## Elenco
| Immagine | Titolo                                                           | Provenienza                     | Inventario                    |
| -------- | ---------------------------------------------------------------- | ------------------------------- | ----------------------------- |
|          | Affresco                                                         | Villa Arianna                   | 62941                         |
|          | Affresco                                                         | Villa Arianna                   | 63721                         |
|          | Affresco                                                         | Villa Arianna                   | 63722                         |
|          | Affresco                                                         | Villa Arianna                   | 63723                         |
|          | Affresco                                                         | Villa Arianna                   | 63745                         |
|          | Amorino                                                          | Villa San Marco                 | 62946                         |
|          | Amorino                                                          | Villa San Marco                 | 62948                         |
|          | Amorino con cornucopia                                           | Villa San Marco                 | 62476                         |
|          | Amorino con scarpe                                               | Villa Arianna                   | 9337                          |
|          | Amorino rappresentato entro padiglione mentre suona un flauto    | Villa Arianna                   | Da sequestro                  |
|          | Amorino seduto su una corda di foglie                            | Villa San Marco                 | 62877                         |
|          | Amorino timpanista                                               | Villa San Marco                 | 62522                         |
|          | Amorino, menade e sileno                                         | Villa San Marco                 | 9665                          |
|          | Amorino su animale marino                                        | Villa Arianna                   | 64817                         |
|          | Apollo arciere                                                   | Villa San Marco                 | 62470                         |
|          | Apollo arciere                                                   | Villa San Marco                 | 62478                         |
|          | Apollo con arco e feretra entro edicola                          | Villa Arianna                   | 63843                         |
|          | Apollo con il tripode                                            | Villa San Marco                 | 69177                         |
|          | Apollo e Dafne                                                   | Villa San Marco                 | 69178                         |
|          | Apollo e Dafne                                                   | Villa Arianna                   | 9535                          |
|          | Apoteosi di Minerva portata da una Vittoria sulle ali            | Villa San Marco                 | 62524                         |
|          | Aquila                                                           | Villa Cuomo                     | 64756                         |
|          | Caccia al cinghiale                                              | Villa della Caccia al cinghiale | 66656                         |
|          | Capra                                                            | Villa Cuomo                     | 64759                         |
|          | Cassettone con medaglione                                        | Villa Arianna                   | 64179                         |
|          | Cavallo alato                                                    | Villa Arianna                   | 62512                         |
|          | Cerbiatta                                                        | Villa Cuomo                     | 64761                         |
|          | Cerva con cornice vegetale                                       | Secondo complesso               | 64246                         |
|          | Cespuglio ornamentale                                            | Villa San Marco                 | 63701                         |
|          | Cornice di fiori di loto e volute                                | Villa San Marco                 | 63699                         |
|          | Cornice con palmette e volute                                    | Villa San Marco                 | 62459                         |
|          | Danza di centuaro e centauressa                                  | Secondo complesso               | 64264                         |
|          | Deianira e il centuaro Nesso                                     | Villa Arianna                   | 62529                         |
|          | Deianira e il centuaro Nesso                                     | Villa Arianna                   | 62531                         |
|          | Diana al bagno                                                   | Villa della Caccia al cinghiale | 66657                         |
|          | Diana e Atteone                                                  | Villa San Marco                 | 62439                         |
|          | Discobolo                                                        | Villa Arianna                   | 9053                          |
|          | Divinità al centro di un portico con oscillum                    | Villa Arianna                   | 63846                         |
|          | Donna che si pettina                                             | Villa Arianna                   | 9088                          |
|          | Donna seduta                                                     | Villa Arianna                   | 9097                          |
|          | Due figure maschili                                              | Villa San Marco                 | 62533                         |
|          | Edicola con frontone triangolare                                 | Villa San Marco                 | 62516                         |
|          | Elementi architettonici e decorativi con figure femminili        | Secondo complesso               | 9031                          |
|          | Elementi geometrici con testina rotonda                          | Secondo complesso               | 63930                         |
|          | Eros fanciullo tiene per mano Dioniso, ebbro e dormiente         | Villa Arianna                   | 62477                         |
|          | Figura armata                                                    | Villa Arianna                   | 62437                         |
|          | Figura femminile                                                 | Villa San Marco                 | 62460                         |
|          | Figura femminile                                                 | Villa Arianna                   | 63847                         |
|          | Figura femminile                                                 | Villa Arianna                   | 64005                         |
|          | Figura femminile alata e candelabro                              | Villa Arianna                   | 64828                         |
|          | Figura femminile ammantata                                       | Villa Arianna                   | 64824                         |
|          | Figura femminile ammantanta affiancata da un suonatore di flauto | Villa San Marco                 | 62467                         |
|          | Figura femminile con labrum                                      | Villa Di Somma                  | 62521                         |
|          | Figura femminile con specchio                                    | Villa del Pastore               | 63888                         |
|          | Figura femminile in volo                                         | Villa Arianna                   | 63822                         |
|          | Figura femminile volante                                         | Villa San Marco                 | 62433                         |
|          | Figura maschile offerente                                        | Villa San Marco                 | 62452                         |
|          | Figura maschile seduta                                           | Villa Arianna                   | 62530                         |
|          | Figura volante                                                   | Villa Arianna                   | 62456                         |
|          | Figure femminili                                                 | Villa Arianna                   | 8844                          |
|          | Figure volanti                                                   | Villa Arianna                   | 63985                         |
|          | Frammento di volta decorata con figura di Sileno                 | Villa Arianna                   | 64180                         |
|          | Giovane seduto                                                   | Villa Arianna                   | 9093                          |
|          | Giunone ed Ebe                                                   | Villa San Marco                 | 62535                         |
|          | Graffito greco su fondo giallo                                   | Villa Arianna                   | 65179                         |
|          | Grottesca metallica                                              | Villa Arianna                   | 9758                          |
|          | Guerriero                                                        | Villa San Marco                 | 62465                         |
|          | Hermes con due figure femminili volanti                          | Villa San Marco                 | 62526                         |
|          | Intonaco dipinto con Amorino in volo                             | Villa Carmiano                  | 62691                         |
|          | Intonaco dipinto con Amorino in volo                             | Villa Carmiano                  | 63692                         |
|          | Intonaco dipinto con Amorino in volo                             | Villa Carmiano                  | 63694                         |
|          | Intonaco dipinto con Psiche in volo                              | Villa Carmiano                  | 63689                         |
|          | Intonaco dipinto con figura alata                                | Villa Carmiano                  | 63690                         |
|          | Intonaco dipinto con figura alata                                | Villa Carmiano                  | 63693                         |
|          | Intonaco dipinto con grifo alato                                 | Villa Carmiano                  | 63695                         |
|          | Ippogrifo                                                        | Villa Cuomo                     | 64762                         |
|          | Ippolito                                                         | Villa Arianna                   | 62527                         |
|          | Kantharos                                                        | Villa Arianna                   | 64829                         |
|          | Larario                                                          | Villa Carmiano                  | 63688                         |
|          | Larario dipinto                                                  | Villa Arianna                   | 69167                         |
|          | Leopardo accovacciato                                            | Secondo complesso               | 63870                         |
|          | Lepre                                                            | Villa Cuomo                     | 64757                         |
|          | Losanga con figura femminile                                     | Villa Arianna                   | Da sequestro                  |
|          | Maschera tragica                                                 | Villa Arianna                   | 62442                         |
|          | Medaglione con busto di giovane donna                            | Villa Arianna                   | 64825                         |
|          | Medaglione con busto maschile con kantharos                      | Villa Arianna                   | 86726                         |
|          | Medaglione con testa di Medusa                                   | Villa Arianna                   | 64007                         |
|          | Nereide su cavallo marino                                        | Villa Arianna                   | 8859                          |
|          | Meleagro                                                         | Villa Arianna                   | 62528                         |
|          | Melpomene, musa della tragedia                                   | Villa San Marco                 | 62523                         |
|          | Menade timpanista                                                | Villa San Marco                 | 8964                          |
|          | Offerente                                                        | Villa San Marco                 | 9373                          |
|          | Offerenti colti in cerimonie rituali                             | Villa San Marco                 | 8890                          |
|          | Offerenti colti in cerimonie rituali                             | Villa San Marco                 | 8891                          |
|          | Quadriga di Helios guidata da Fetonte                            | Villa San Marco                 | 62519                         |
|          | Paesaggio architettonico con due figure umane                    | Villa Arianna                   | 63975                         |
|          | Paesaggio architettonico con viandante                           | Villa Arianna                   | 64245                         |
|          | Paesaggio idillico-sacrale                                       | Villa San Marco                 | 62517                         |
|          | Paesaggio naturalistico                                          | Villa Arianna                   | 64010                         |
|          | Pantera                                                          | Villa Cuomo                     | 64758                         |
|          | Pareti affrescate del triclinio di villa Carmiano                | Villa Carmiano                  | 63683 63684 63685 63686 63687 |
|          | Pinax con paesaggio marittimo                                    | Villa San Marco                 | 64815                         |
|          | Pinax con paesaggio marittimo                                    | Villa San Marco                 | 64816                         |
|          | Pinax con paesaggio marittimo                                    | Secondo complesso               | 64823                         |
|          | Pinax con villa                                                  | Villa San Marco                 | 62518                         |
|          | Pinax con villa                                                  | Villa San Marco                 | 64826                         |
|          | Pareti con quadretti raffiguranti scene erotiche                 | Villa Carmiano                  | 63707 63708 63709             |
|          | Pinax con Pan e una capra                                        | Villa San Marco                 | 62434                         |
|          | Polifemo e Galatea                                               | Secondo complesso               | 63928                         |
|          | Psyche in volo                                                   | Villa del Pastore               | 64839                         |
|          | Quadretto con fichi                                              | Villa Arianna                   | 64243                         |
|          | Quadretto con instrumentum scriptorium                           | Villa Arianna                   | 64248                         |
|          | Satiro disteso che suona il flauto                               | Villa San Marco                 | 62539                         |
|          | Scena di caccia al cinghiale                                     | Secondo complesso               | 64818                         |
|          | Scena di cavalieri e caccia                                      | Villa San Marco                 | 62536                         |
|          | Scena di giardino                                                | Secondo complesso               | 63868                         |
|          | Scena di paesaggio stabiano                                      | Villa San Marco                 | 62532                         |
|          | Scena mitologica                                                 | Villa Arianna                   | 64004                         |
|          | Scena mitologica                                                 | Villa Arianna                   | 64008                         |
|          | Scilla                                                           | Villa Arianna                   | 8860                          |
|          | Scorcio architettonico                                           | Villa Arianna                   | 64244                         |
|          | Sfera armillare con le personificazioni delle Stagioni           | Villa San Marco                 | 62464 62525 63718             |
|          | Sfinge                                                           | Villa Arianna                   | 62438                         |
|          | Suonatrice di tibia                                              | Villa Arianna                   | 64190                         |
|          | Testa di Giove Ammone                                            | Villa San Marco                 | 62594                         |
|          | Testa di Medusa                                                  | Villa San Marco                 | 62471                         |
|          | Testa di Medusa                                                  | Villa San Marco                 | 62537                         |
|          | Testa di Medusa                                                  | Villa San Marco                 | 62949                         |
|          | Testa femminile                                                  | Villa San Marco                 | 62534                         |
|          | Testina rotonda                                                  | Villa San Marco                 | 62468                         |
|          | Testina rotonda                                                  | Villa San Marco                 | 62472                         |
|          | Tralcio vegetale con uccello                                     | Villa San Marco                 | 63715                         |
|          | Tripode dorato su piedistallo cilindrico                         | Villa San Marco                 | 63700                         |
|          | Vecchio seduto                                                   | Villa Arianna                   | 9142                          |
|          | Volatile su struttura architettonica                             | Villa Cuomo                     | 64753                         |
|          | Volto bacchino                                                   | Villa San Marco                 | 62445                         |
|          | Volto di Giove Ammone                                            | Secondo complesso               | 63897                         |
|          | Volto femminile con orecchino                                    | Villa Arianna                   | 62484                         |
|          | Volto maschile barbuto                                           | Villa San Marco                 | 62448                         |